# پورناک
پورناک، روستایی است از توابع شهرستان پلدشت و در استان آذربایجان غربی ایران.

## جمعیت
این روستا در دهستان زنگبار قرار داشته و بر اساس سرشماری سال 1395 جمعیت آن 1300نفر (250 خانوار)
بوده‌است.

## مشاغل
مردم این روستا اکثراً به کار کشاورزی مشغول هستند علاوه در کشاورزی مردم دامداری هم می‌کنند.

## محصولات کشاورزی
گندم، جو، آفتاب گردان، چغدر قند، شمبلیه، یونجه - در تابستان شما می‌توانید نظاره گر مزارع وسیع گندم و آفتاب گردان باشید، ماه برداشت گندم و جو تیر ماه و آفتاب گردان در اواخر شهریور برداشت می‌شود

## آثار باستانی
از آثار باستانی این روستا می‌توان به مسجد جامع و حمام باستانی مربوط به دوره قاجار واقع در مرکز روستا اشاره کرد

## مراکز آموزشی
در این روستا تنها می‌توان تا پایان مقطع راهنمایی تحصیل کرد. دوره ابتدایی به صورت مختلط بوده و بعد از پایان دوره ابتدایی دخترها برای ادامه تحصیل باید به روستای اروج‌محمدکندی رفت‌وآمد کنند.

## مراکز درمانی
این روستا بر خلاف سایر روستاهای منطقه هم دارای خانه بهداشت و هم دارای درمانگاه هست و اکثر روستاهای منطقه به خصوص تپه‌باشی پورناک و آقامیرکندی، علینظر، بهلول آباد و اروج محمد برای نیازهای درمانی به این مراکز مراجعه می‌کنند
آقا یه دنیا معذرت